# Asemum arisanum
Asemum arisanum är en skalbaggsart som beskrevs av Tadao Kano 1933. Asemum arisanum ingår i släktet Asemum och familjen långhorningar.
Artens utbredningsområde är Taiwan. Inga underarter finns listade.